# جيم جوستين
جيم جوستين (بالإنجليزية: Jim Heath)‏ هو مدرب كرة سلة أمريكي، ولد في 22 مايو 1956.